# Rorri Racerbil
Rorri Racerbil (Roary the Racing Car på engelsk) er en britisk animeret børneserie, der kørte på Channel 5 fra 2007 til 2010. Serien handler om en ung racerbil på eventyr. Rorri er en hurtig, rød, sej og energisk racerbil. Plottet kredser om Sølvbækbanen (Silver Hatch på engelsk) og bygger videre på Rorris venskab med racerbilsvennerne og mekanikeren Store Chris, der elsker karaoke.
Skaberen af Rorri er David Jenkins. Han arbejdede på Brands Hatch Race Circuit, en racerbane nær West Kingsdown, da han fik ideen til serien. Peter Curtis, kreativ direktør hos HIT Entertainment, har designet og udviklet serien. Peter Curtis har tidligere opfundet serier som Thomas og hans venner, Barney og Venner, Byggemand Bob, Angelina Ballerina, Pingu, Postmand Per, Brandmand Sam og Fifi og blomsterbørnene.

## Karakterer

### Køretøjer
- Rorri (Roary)
- Maxi
- Kiki (Cici)
- Flyder (Drifter)
- Bliktag (Tin Top)
- Fræser (Plugger)
- Tøffer (FB)
- Rustborg (Rusty)

### Folk
- Store Chris (Big Chris)
- Bossie (Marsha)
- Hr. Karburator (Mr Carburettor)
- Gårdmand Grøn (Farmer Green)

### Dyr
- Flap (Flash)

## Danske stemmer
Caspar Phillipson som Rorri
Trine Lizette Glud som Kiki
Lars Lippert som Store Chris
Cecilie Stenspil som Bessie og Mama Mia
Birgitte Hjort Sørensen
Bjarne Antonisen
Christian Damsgaard
Malte Milner Find
Niels Weyde
Nis Bank-Mikkelsen
Søren Hauch-Fausbøll
Thomas Voss

## Musik
Temasangen fremført af Lars Lippert og Birgitte Hjort Sørensen